# Schloss Caschliun
Caschliun hiess ein Schloss in Disentis/Mustér in der Surselva im Schweizer Kanton Graubünden.

## Geschichte

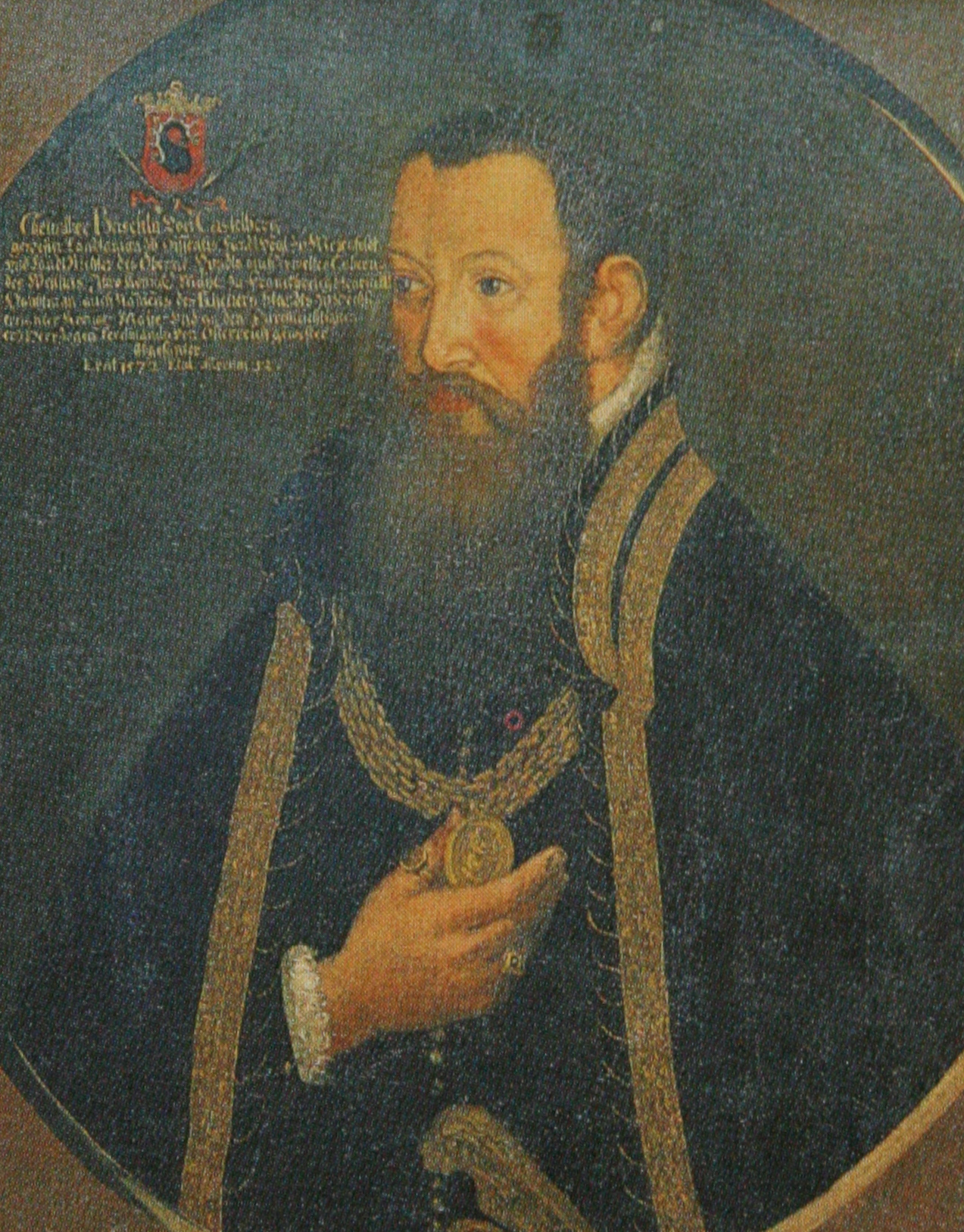
Sebastian von Castelberg, Erbauer des Schlosses

Das Schloss Caschliun wurde 1570 durch den Landrichter und Gesandten Sebastian von Castelberg (1540–1587) errichtet. Es stand auf dem flachen Geländevorsprung unterhalb von Disentis, wo das Tobel des Val Sogn Placi in das Haupttal mündet. Heute steht dort das Hotel Disentiser Hof.
Nach Zeichnungen von Johann Rudolf Rahn vom September 1873 bestand der Gebäudekomplex aus einem Wohntrakt mit Bering, der mit dekorativen Zinnen, polygonalem Flankierungsturm und Tor versehen war. Diese Elemente mittelalterlicher Wehrarchitektur hatten jedoch nur noch repräsentativen Charakter.
Der Wohntrakt verfügte über Fenster im Stil der Spätgotik und Renaissance und war versehen mit einer Reihe von Hakenkonsolen, wohl für einen Laubengang.
Auf Caschliun wohnte 1581 Karl Borromäus, der damals Kardinal und Erzbischof Mailand war. Beim Dorfbrand von 1799 wurde das Schloss durch die darin einquartierten französischen Besatzungstruppen vor den Flammen geschützt.
1830 brannte das Schloss jedoch ab und zerfiel anschliessend. Rahns Zeichnungen vom September 1837 zeigen Bering und Wohntrakt bereits stark zerfallen.
1872 erwarb Landammann Gion Fidel Condrau im Namen der Firma «Brüder Condrau» die Ruine von Joachim Ludovic de Castelberg. Auf dem Areal errichtete der Arzt Augustin Condrau das Hotel «Disentiser Hof», das am 1. Juli 1877 eröffnet wurde. Das alte Hotel wurde 1967 durch einen Neubau ersetzt – man hatte vergessen, den alten Bau unter Denkmalschutz zu stellen.

## Bilder

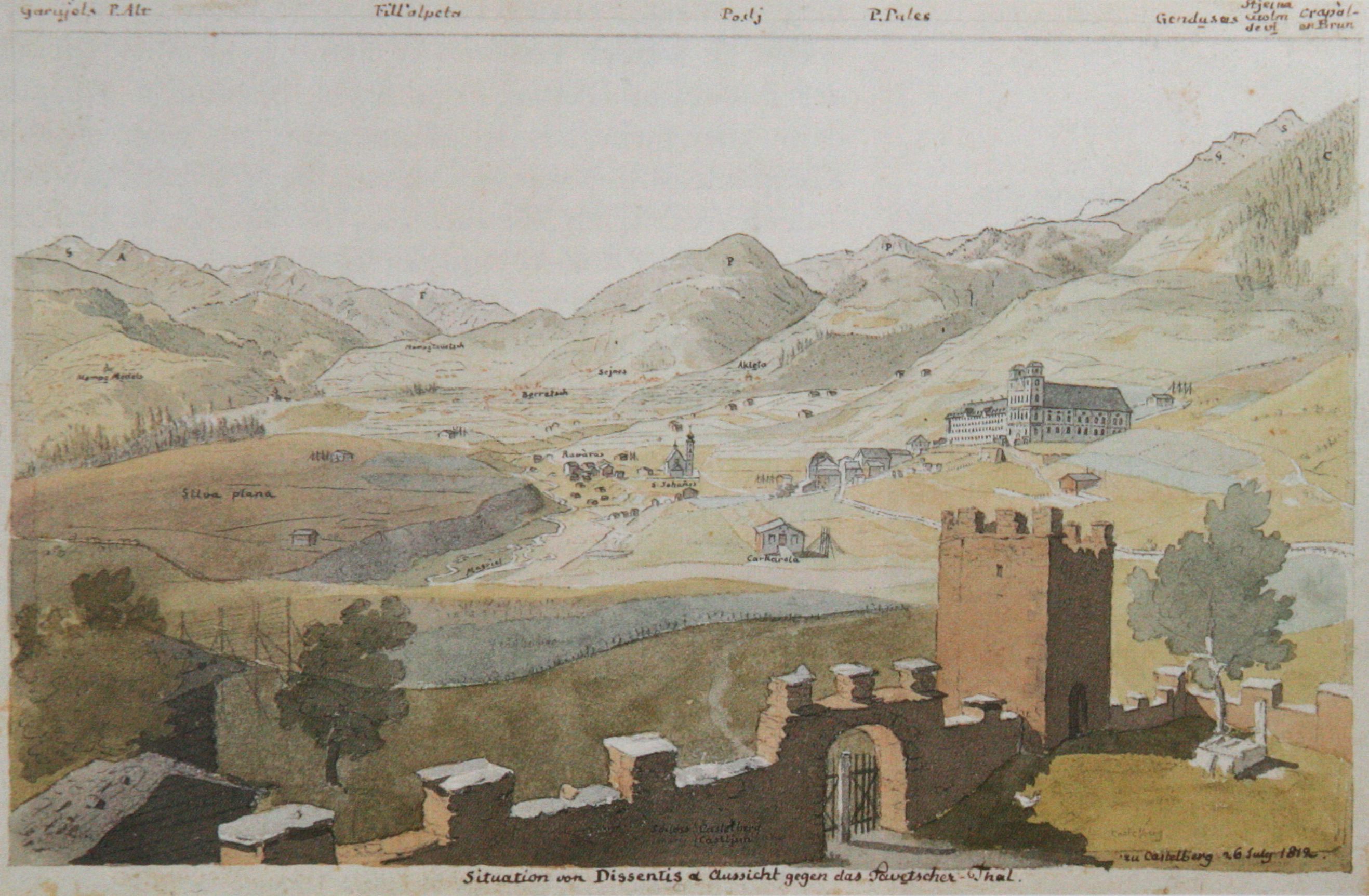
Zeichnung von Heinrich Keller, 1812
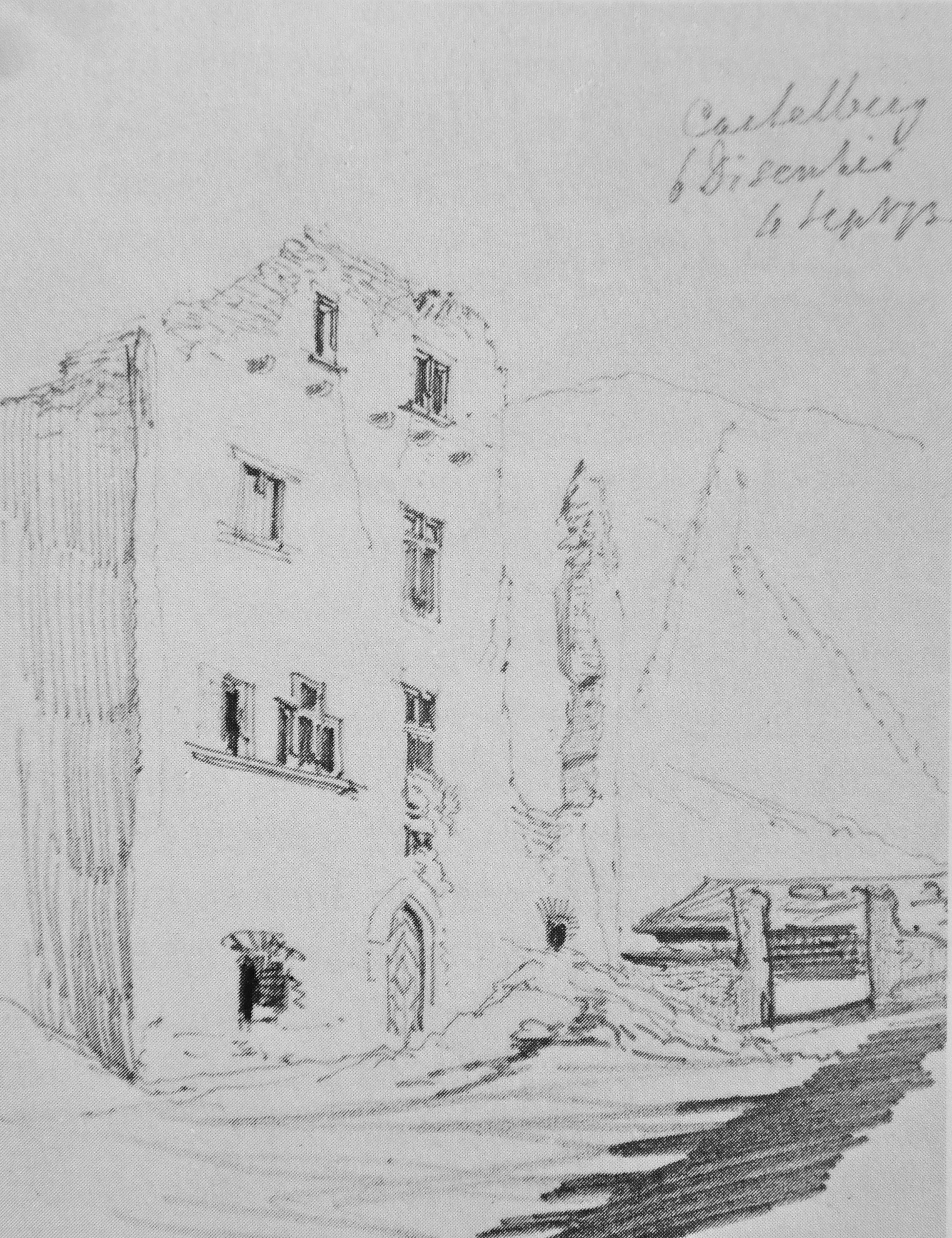
Zeichnung von Johann Rudolf Rahn, 1837
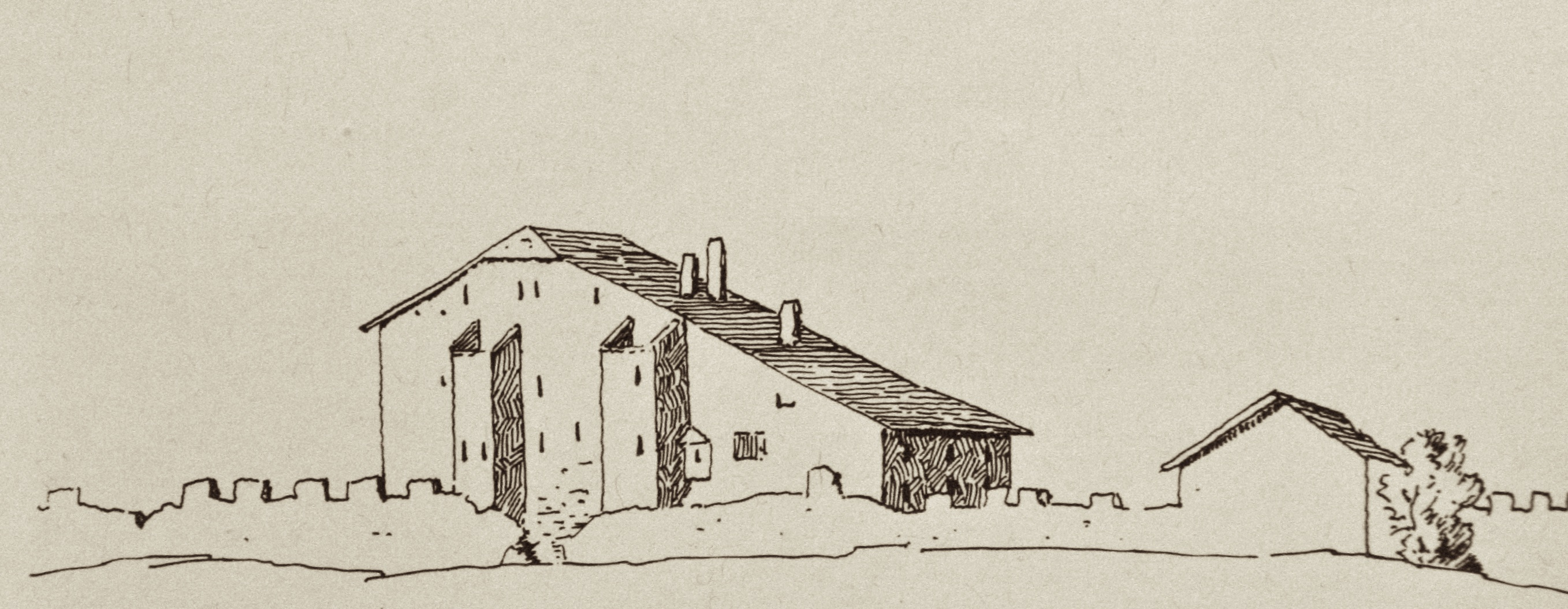
Zeichnung von Friedrich Walthard, 1838
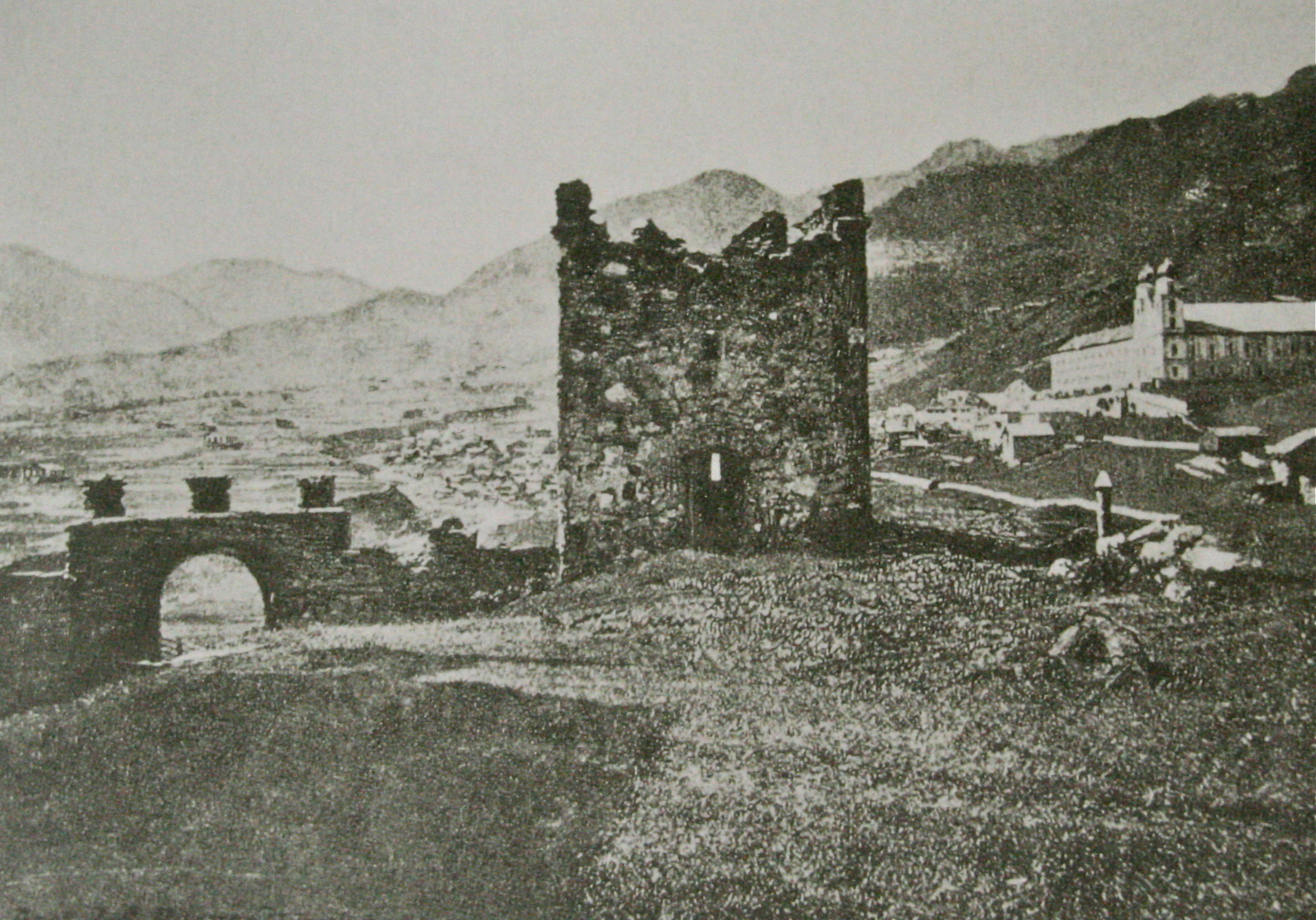
Foto von 1891